# Nolhagen
Nolhagen är en småort vid gränsen mellan Alingsås och Lerums kommun i Västra Götalands län, belägen i Hemsjö socken, .